# Tony Thompson
Pour les articles homonymes, voir Thompson et Tony Thompson (homonymie).
Anthony T. "Tony" Thompson, né le 15 novembre 1954 à New York et mort le 12 novembre 2003 à Los Angeles, est un batteur américain, membre du groupe Chic de 1977 à 1983, formant avec Nile Rodgers (guitare) et Bernard Edwards (basse) la section rythmique qui enregistre notamment les tubes Le Freak et Good Times et publie sept albums. 
Il joue également sur plusieurs productions de la Chic Organization Ltd comme We Are Family de Sister Sledge, Upside Down de Diana Ross ou Let's Dance de David Bowie avec qui il effectue la tournée mondiale Serious Moonlight Tour de mai à décembre 1983.
Après la séparation de Chic en 1983, il forme The Power Station avec deux membres de Duran Duran et le chanteur Robert Palmer,. En compagnie de Phil Collins, il accompagne à la batterie le groupe Led Zeppelin lors de son concert au Live Aid à Philadelphie le 13 juillet 1985.
Tony Thompson meurt d'un cancer du rein le 12 novembre 2003.